# Армунђа
Армунђа (итал. Armungia) је насеље у Италији у округу Каљари, региону Сардинија.
Према процени из 2011. у насељу је живело 488 становника. Насеље се налази на надморској висини од 358 м.

## Становништво
| 1931. | 1936. | 1951. | 1961. | 1971. | 1981. | 1991. | 2001. | 2011. |
| ----- | ----- | ----- | ----- | ----- | ----- | ----- | ----- | ----- |
| 1.172 | 1.190 | 1.314 | 1.132 | 989   | 789   | 668   | 584   | 489   |

## Партнерски градови
- Синаи
- Темпио Паузанија